# Santa Teresa (São Tomé)
Santa Teresa é uma aldeia de São Tomé e Príncipe, localiza-se no Distrito de Lembá, ilha de São Tomé, próxima às localidades de Rosema e Emília.